# Septembrie (film din 2022)
Septembrie (în italiană Settembre) este o comedie romantică italiană din 2022, regizată de Giulia Steigerwalt⁠(d).

## Rezumat
Plasat în luna septembrie, filmul spune povestea a trei oameni care își dau seama că viața pe care o duc nu este cea la care au visat.

## Distribuție
- Barbara Ronchi – Francesca
- Fabrizio Bentivoglio – Guglielmo
- Thony – Debora
- Andrea Sartoretti – Alberto
- Tesa Litvan – Ana
- Enrico Borello – Matteo
- Margherita Rebeggiani – Maria
- Luca Nozzoli – Sergio
- Arianna Ascoli – Simona
- Michele Enrico Montesano – Stefano Carracci